# Kintambo
Kintambo est une commune du nord-ouest de la ville de Kinshasa en république démocratique du Congo. Son centre est situé au point de jonction entre le boulevard du 30 Juin (ou plus exactement son court prolongement, l'avenue du Colonel-Mondjiba), l'avenue Kasa-Vubu et la route de Matadi.

## Histoire et géographie
| \| Les 4 districts et les 24 communes de Kinshasa \| \| v · d · m \| |                    |           |
| District de la Lukunga District de la Funa District du Mont-Amba District de la Tshangu Brazzaville Fleuve Congo Pool Malebo M’Bamou Baie de Ngaliema Gombe Barumbu Kin. Ling. K.-V. Ng.-Ng. Kal. Banda- lungwa Kintambo Ngaliema Selembao Bumbu Makala Ngaba Lemba Limete Matete Kisenso Masina Ndjili Kimbanseke Nsele Mont-Ngafula Nsele Maluku |                    |           |
| abréviations : Kinshasa (Kin.), Kasa-Vubu (K.-V.), Lingwala (Ling.), Ngiri-Ngiri (Ng.-Ng.) |                    |           |
| Les 4 districts et les 24 communes de Kinshasa | Blason de Kinshasa | v · d · m |

Kintambo (parfois Kintamo, Kitambo ou N'Tamo dans les écrits anciens) est l'endroit où fut installé à la fin du XIXe siècle le comptoir européen qui prit le nom de Léopoldville. En effet, la commune comprend le mont Ngaliema (à l’ouest) et la baie de Ngaliema, celle-ci devant servir de premier port à la ville. Quelques centaines de mètres vers l'ouest, le fleuve Congo cesse d'être navigable : y débutent en effet la série de chutes qui interdisent la navigation jusqu’à Matadi, quelque 350 kilomètres en aval. Le chemin de fer Matadi-Kinshasa s'étend jusque Kitambo via un trajet urbain depuis la gare centrale de Kinshasa, et une extension maintenant désaffectée suivait le fleuve vers l'aval entre le pied du mont Ngaliema et la baie.

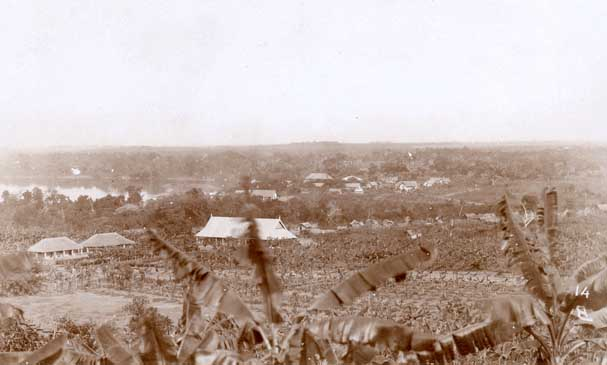
Léopoldville en 1896 : Kintambo et la baie de Ngaliema

Le centre de Léopoldville, sera dans les années 1940 déplacé environ 5 kilomètres vers l'est, à l'autre extrémité de ce qui deviendra le boulevard du 30 juin, aux environs du village de Kinshasa, qui donnera son nom à la ville après l'indépendance.
La commune héberge toujours plusieurs grandes entreprises de la ville, dont les ateliers de construction fluviale Chanimetal (à l'endroit où Stanley établit son premier port) et l'atelier de production de tissus Congotex. Plusieurs concessions abritent toujours de belles constructions de type « colonial ».

## Démographie
| 1967   | 1970   | 1984   | 2003    | 2004    |
| ------ | ------ | ------ | ------- | ------- |
| 29 890 | 38 748 | 49 297 | 103 257 | 106 772 |